# 2015 у науці

## Події

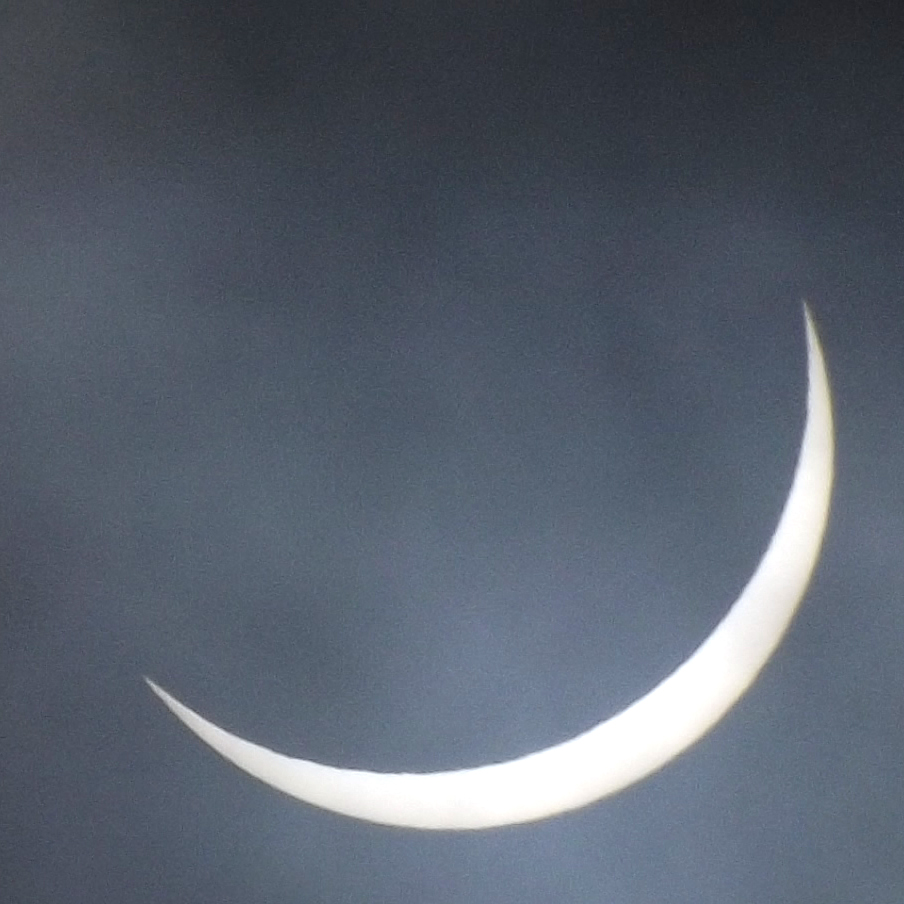
Сонячне затемнення в Ірландії

- 20 березня — в Європі та деяких частинах Африки й Азії можна було спостерігати сонячне затемнення.[1]
- 13 червня — на кометі Чурюмова-Герасименко космічний зонд Філи вийшов з гібернації о 22:28 (CEST), в якій він знаходився з листопаду 2014 року[2].
- 23 червня — Європейське космічне агентство оголосило про продовження Місії Розетти на кометі Чурюмова-Герасименко до кінця вересня 2016 року, замість запланованого закінчення місії у грудні 2015 року[3].
- 29 червня — літак Solar Impulse, який живиться сонячною енергією, після довгих затримок через несприятливу погоду дійшов до фази перельоту через Тихий океан — найдовшого перельоту на сонячній енергії, який займе приблизно 120 годин[4].

## Досягнення та відкриття
- 13 квітня — аналіз даних з марсоходу «К'юріосіті» вказує на можливість існування рідкої води на Марсі.[5][6]
- 4 червня — вчені поставили під сумнів попередні висновки про сповільнення темпів глобального потепління за останні 15 років.[7][8]
- 1 червня — знайдено прямий зв'язок через судини між мозком та імунною системою.[9][10]
- 26 червня — опубліковані результати досліджень наразі найдавніших знайдених викопних рештків зубів, вік яких складає 410 мільйонів років. Вони належали виду панцирних риб Romundina stellina[11][12]
- 26 червня — результати вказують на те, що сірководень здатний до надпровідності при рекордно високих температурах — 203 K[13][14].
- 29 червня — опубліковані перші два можливі терапевтичні засоби лікування коронавірусу MERS-CoV, що наразі спричиняє епідемію у Південній Кореї і від якого з початку його зафіксування у 2012 році загинуло більше 400 осіб[15][16].
- Липень — при археологічних розкопках Лавришевського чоловічого монастиря виявлена середньовічна печатка-матриця[17].
- Вересень — в журналі «eLife» вийшла наукова публікація, що описувала викопний вид людини Homo naledi, знайдений в 2013 році в Південно-Африканській Республіці, у місцевості Колиска Людства в печері під назвою «Висхідна зоря» командою під керівництвом палеоантрополога Лі Берґера[18][19].
- 21 жовтня — відкрито вид гігантських черепах Chelonoidis donfaustoi (острів Санта-Крус, Галапагоський архіпелаг) й описано у журналі PLOS ONE[20].

## Нагороди

### Абелівська премія
- Джон Форбс Неш і Луїс Ніренберг, «за яскравий і оригінальний внесок у теорію нелінійних диференціальних рівнянь в частинних похідних і її застосування до геометричного аналізу»[21][22][23]

## Померли
- 27 січня — Чарлз Гард Таунс, американський  фізик, лауреат  Нобелівської премії з фізики (1964).[24]

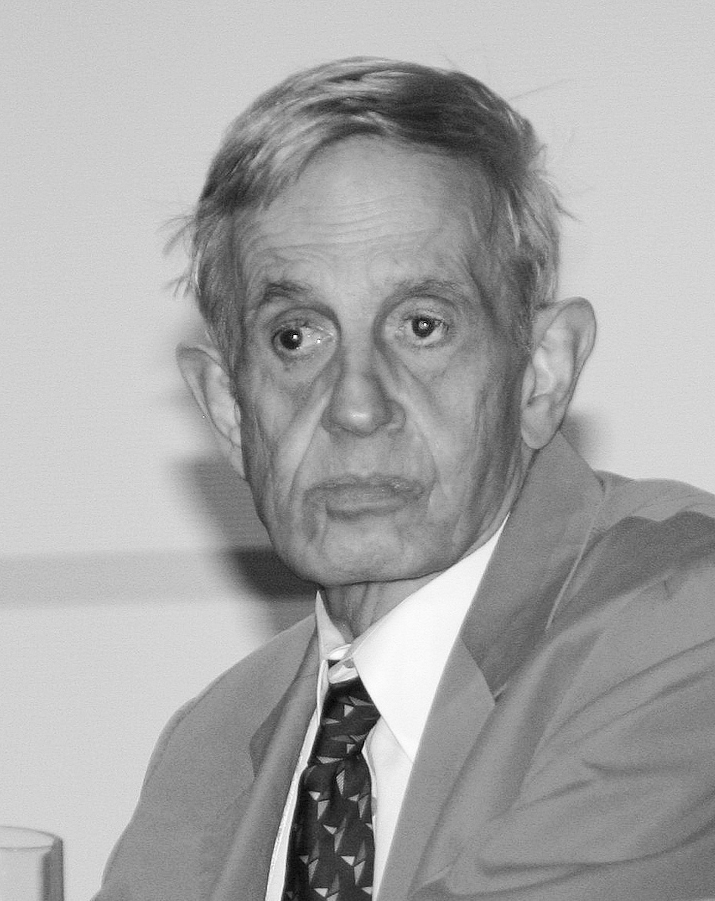
Джон Неш

- 23 травня — Джон Неш, лауреат Нобелівської та Абелівської премій, загинув в автокатастрофі.[25]
- 2 червня — Ірвін Роуз, 88, американський біолог, лауреат Нобелівської премії з хімії 2004 року[26][27].